# Підводні човни проєкту 636 «Варшавянка»
| Підводні човни проєкту 636 «Варшавянка» | Підводні човни проєкту 636 «Варшавянка»                                                   | Підводні човни проєкту 636 «Варшавянка»                                                   |
| --------------------------------------- | ----------------------------------------------------------------------------------------- | ----------------------------------------------------------------------------------------- |
|                                         |                                                                                           |                                                                                           |
|                                         |                                                                                           |                                                                                           |
|                                         |                                                                                           |                                                                                           |
| Під прапором                            | КНР, 10 човнів В'єтнам, замовлено 6 човнів Алжир, 2 човни, 2 замовлено Росія, 6 замовлено | КНР, 10 човнів В'єтнам, замовлено 6 човнів Алжир, 2 човни, 2 замовлено Росія, 6 замовлено |
| Спуск на воду                           | з 1995 р (12 човнів, замовлено 14)                                                        | з 1995 р (12 човнів, замовлено 14)                                                        |
| Проєкт                                  |                                                                                           |                                                                                           |
| Тип ПЧ                                  | Багатоцільовий ДПЧ                                                                        | Багатоцільовий ДПЧ                                                                        |
| Розробник проєкту                       | ЦКБ «Рубін»                                                                               | ЦКБ «Рубін»                                                                               |
| Головний конструктор                    | Ю. М. Кормиліцин                                                                          | Ю. М. Кормиліцин                                                                          |
| Класифікація НАТО                       | Improved Kilo                                                                             | Improved Kilo                                                                             |
| Вартість                                | $300 млн. (2009 рік)                                                                      | $300 млн. (2009 рік)                                                                      |
| Основні характеристики                  |                                                                                           |                                                                                           |
| Швидкість (надводна)                    | 11 вузлів (21 км/год)                                                                     | 11 вузлів (21 км/год)                                                                     |
| Швидкість (підводна)                    | 19-20 вузлів (37-38 км/год)                                                               | 19-20 вузлів (37-38 км/год)                                                               |
| Робоча глибина занурення                | 240 м                                                                                     | 240 м                                                                                     |
| Гранична глибина занурення              | 300 м                                                                                     | 300 м                                                                                     |
| Автономність плавання                   | 45 діб                                                                                    | 45 діб                                                                                    |
| Екіпаж                                  | 52 особи                                                                                  | 52 особи                                                                                  |
| Розміри                                 |                                                                                           |                                                                                           |
| Довжина найбільша (по КВЛ)              | 73,2 м 72,6-73,8                                                                          | 73,2 м 72,6-73,8                                                                          |
| Ширина корпусу найб.                    | 9,9 м                                                                                     | 9,9 м                                                                                     |
| Середня осадка (по КВЛ)                 | 6,2 м                                                                                     | 6,2 м                                                                                     |
| Водотоннажність надводна                | 2350 2300т                                                                                | 2350 2300т                                                                                |
| Озброєння                               |                                                                                           |                                                                                           |
| Торпедно- мінне озброєння               | Носові: 6 ТА калібру 533-мм з автоматичним заряджанням, 18 торпед (6 в ТА) або 24 міни.   | Носові: 6 ТА калібру 533-мм з автоматичним заряджанням, 18 торпед (6 в ТА) або 24 міни.   |
| Ракетне озброєння                       | РК «Калібр», замість частини торпед. Бірюза ЗМ-54Э1                                       | РК «Калібр», замість частини торпед. Бірюза ЗМ-54Э1                                       |
| ППО                                     | ПЗРК «Стріла-3М» або «Ігла-1» (8 ракет)                                                   | ПЗРК «Стріла-3М» або «Ігла-1» (8 ракет)                                                   |
| Зображення на Вікісховищі               |                                                                                           |                                                                                           |

Підводні човни проєкту 636 «Варшавянка» (Improved Kilo) — серія багатоцільових підводних човнів, спроєктованих у СРСР на базі проєкту 877 Палтус і добудованих у РФ. Серія планувалася як один з експортних варіантів.

## Історія
Збільшені до 1970-их років можливості гідроакустичних засобів призвели до легкого виявлення підводних човнів по акустичному полю, і радянські конструктори стали приділяти питанням зниження шумності першорядну увагу. Оскільки шуми підводних човнів проєкту 641Б, що належать до другого покоління, знизити не вдалося, то було прийнято рішення спроєктувати принципово новий тип підводного човна, у зв'язку з чим в конструкторському бюро «Рубін» під керівництвом Ю. М. Корміліціна була розпочата розробка проєкту дизельних підводних човнів третього покоління. Згідно із завданням, проєктований човен повинен був би гарантовано вигравати в дуельних ситуаціях у будь-якого підводного човна даного класу, що досягалося оптимальним поєднанням дальності засобів виявлення, швидкодії та потужності зброї.
Завчасно в проєкт були закладені великі можливості для подальших модернізацій. Будівництво велося двома серіями, що значно відрізняються за характеристиками. У складі ВМФ СРСР всі човни були віднесені до проєкту 877, а експортні — одна серія позначалася як проєкт 877Е і 877ЕКМ, друга — проєкт 636. У 1979 році на заводі ім. Ленінського Комсомолу в Комсомольську-на-Амурі був закладений головний корабель проєкту, котрий був переданий флоту в 1982 році. Згодом човни проєкту 877 випускалися на суднобудівних заводах у Ленінграді й Горькому.
Підводні човни серії 636 передбачалося будувати у великих кількостях на експорт в країни Варшавського договору, тому проєкт і має таку назву. Човен призначений для боротьби з підводними і надводними кораблями противника, захисту військово-морських баз, морського узбережжя і морських комунікацій. Основний проєкт проєкту 877 «Палтус» був створений в 1970-х роках, серія за проєктом 636 — одна з останніх його модифікацій. Будівництво кораблів проєкту 636 почалося з середини 1990-х років. Човен Б-340 проєкту 636М, добудований в 2005 році на замовлення Китаю, ставши останнім підводним човном, повністю побудованим на заводі «Червоне Сормово».
Сучасне будівництво човнів цієї серії здійснюється на заводі Адміралтейські верфі в Санкт-Петербурзі. Підводні човни модифікованої серії 636 проєкту мають більш високу (у порівнянні з базовим проєктом) бойову ефективність. Оптимальне поєднання акустичної скритності й дальності виявлення цілей, новітній інерціальний навігаційний комплекс, сучасна автоматизована інформаційно-управляюча система, потужне швидкодіюче торпедно-ракетне озброєння забезпечують світовий пріоритет кораблів цього класу в області неатомного підводного кораблебудування

## Конструкція
Двокорпусна, міцний корпус з 6 водонепроникними відсіками:
1. Перший відсік ділиться на три палуби. Верхня зайнята торпедним озброєнням, середня — житлова, у нижній — перша група акумуляторів.
2. Другий відсік також трьохпалубний. На верхній палубі — центральний пост, під ним — друга палуба, на якій розташована рубка радиста і рубка одного з помічників штурмана. Через цей же відсік проходять всі висувні пристрої.
3. Третій відсік — трьохпалубний, житловий. Дві палуби зайняті приміщеннями для екіпажу, а нижня — другою групою акумуляторної батареї.
4. Четвертий відсік — дизель-генераторний.
5. П'ятий відсік — електромоторний. З цього відсіку випускається кормовий аварійний буй.
6. Шостий відсік — кормовий, в ньому знаходяться електродвигун економічного ходу і приводи рулів, кормовий люк.

Легкий корпус обмежує розвинений носовий край, у верхній частині якого знаходяться торпедні апарати, а нижню займає розвинена основна антена гідроакустичного комплексу «Рубікон-М».
Обгороджування висувних пристроїв знаходиться над другим відсіком і виконує звичайні свої функції — ходовий місток, повітрозабірник, обтікання і захист перископів, антен і інших підіймально-щоглових пристроїв, там же знаходиться герметичний кранець для ПЗРК «Стріла-3М» або «Ігла-1»

## Озброєння
Човни проєкту отримали автоматизований комплекс озброєння. До складу озброєння увійшли 6 торпедних апаратів калібру 533-мм; боєкомплект 18 торпед або 24 міни. Перезарядження ТА здійснюється за 15 секунд. З ТА був можливий запуск крилатих ракет. За радянських часів на кораблях встановлювався оборонний ЗРК «Стріла-3», який міг використовуватися в надводному положенні.
Ракетний комплекс «Клаб» міг встановлюватися на човнах серії 636М.

## Енергетичне обладнання
Підводні човни проєкту 636 мають одновальну енергетичну установку, реалізовану за принципом повного електроруху. Два дизелі типу 4-2ДЛ42М мають потужність по 1000 кВт при частоті обертання 700 об/хв, і працюють спільно з генераторами типу ПГ-142. Гребний електродвигун моделі ПГ-101 має потужність 5500 к.с. (4040 кВт) на 500 об/хв і дублюється електродвигуном економічного ходу типу ПГ-140 (139 кВт на 150 об/хв). Два резервних рушії типу «гвинт в трубі» знаходяться в напівкільцевих тунелях в кормовій частині всередині легкого корпусу човна і приводяться в обертання резервними електродвигунами ПГ-168 (2x 75 кВт при 650 об/хв).
Акумуляторна батарея типу 446 складається з двох груп по 120 елементів в кожній, і розміщена на нижніх палубах 1-го і 3-го відсіків.
Дальність ходу:
- економічним ходом в підводному положенні при 3 вузлах швидкості — 400 миль (724 км)
- в режимі РДП (шноркеля) на швидкості 7 вузлів — 7500 миль (13650 км)[11].

## Експлуатація
- КНР — експлуатується 10 одиниць проєктів 636 і 636М[12].
- В'єтнам — чотири одиниці експлуатуються. Всього замовлено шість човнів за проєктом 636.1[13].
- Алжир — 2 одиниці проєкту 636М експлуатуються; ще 2 — замовлені додатково[14]
- Росія — п'ять побудовано. Замовлено 6 одиниць за проєктом 636.3 для Чорноморського флоту та ще шість для Тихоокеанського.

## Сучасний статус і перспективи

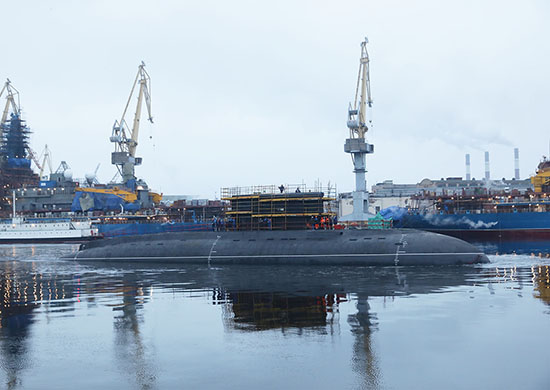
Підводний човен «Магадан» під час швартових випробувань

Підводні човни серії 636 «Варшавянка» і його модифікації є основним класом неатомних підводних човнів, побудованих у Росії. Вони стоять на озброєнні російського та деяких зарубіжних флотів. Базовий проєкт серії 877 «Палтус», розроблений в кінці 1970-х років, вважається вельми вдалим, тому будівництво серії з низкою удосконалень продовжувалося і у 2010-х роках.
Починаючи з 2014 року для Чорноморського флоту побудовано шість підводних човнів.
У 2019—2021 рр. побудовано три човни проєкту 636.3 для Тихоокеанського флоту Російської Федерації, ще три планується побудувати у 2022—2024 рр.

### Російсько-українська війна
29 квітня 2022 року міністерство оборони РФ повідомило, що під час російсько-українського вторгнення з дизель-електричного підводного човна ЧФ ВМФ РФ було завдано удару по ЗСУ крилатими ракетами «Калібр».
13 вересня 2023 року Повітряні сили України завдали ракетного удару по Севморзаводу, уразивши підводний човен Б-237 «Ростов-на-Дону». 2 серпня 2024 року ЗСУ завдали повторного удару, знищивши підводний човен поблизу Севастополя. «Ростов-на-Дону» став першим російським підводним човном, втраченим у ході російсько-української війни та першим в історії підводним човном, знищеним крилатою ракетою.

## Оцінка проєкту
Серія 636 відрізнялася від базового проєкту 877:
- потужнішими руховими системами й вищою підводною швидкістю;
- більшою дальністю плавання на дизельних двигунах;
- покращені електронні компоненти;
- поліпшені гідроакустичні системи (у тому числі був встановлений гідролокатор МГК-400EM замість МГК-400 «Рубікон»);
- зниженими шумами.

## Представники

Схема проєкту 877

Схема проєкту 636

| Назва                    | Завод                | Заводський № | Закладений | Спущений на воду | Переданий флоту | Флот                         | Країна-оператор | Стан            |
| Проєкт 636               | Проєкт 636           | Проєкт 636   | Проєкт 636 | Проєкт 636       | Проєкт 636      | Проєкт 636                   | Проєкт 636      | Проєкт 636      |
| ------------------------ | -------------------- | ------------ | ---------- | ---------------- | --------------- | ---------------------------- | --------------- | --------------- |
| 366 Yuan Zhend 66 Hao    | Адміралтейські верфі | 01616        | 16.07.1996 | 26.04.1997       | 26.08.1997      | ВМС Китаю                    | КНР             | Активний        |
| 367 Yuan Zhend 67 Hao    | Адміралтейські верфі | 01327        | 28.08.1997 | 18.06.1998       | 25.10.1998      | ВМС Китаю                    | КНР             | Активний        |
| Проєкт 636М              |                      |              |            |                  |                 |                              |                 |                 |
| 368 Yuan Zhend 68 Hao    | Адміралтейські верфі | 01329        | 18.10.2002 | 27.05.2004       | 20.10.2004      | ВМС Китаю                    | КНР             | Активний        |
| 369 Yuan Zhend 69 Hao    | Адміралтейські верфі | 01330        | 18.10.2002 | 19.08.2004       |                 | ВМС Китаю                    | КНР             | Активний        |
| 370 Yuan Zhend 70 Hao    | Адміралтейські верфі | 01331        | 2004       |                  |                 | ВМС Китаю                    | КНР             | активний        |
| 371 Yuan Zhend 71 Hao    | Адміралтейські верфі | 01332        | 2004       |                  |                 | ВМС Китаю                    | КНР             | Активний        |
| 372 Yuan Zhend 72 Hao    | Адміралтейські верфі | 01333        | 2004       |                  |                 | ВМС Китаю                    | КНР             | Активний        |
| 021 Messali el Hadj      | Адміралтейські верфі | 01336        |            |                  |                 | ВМС Алжиру                   | Алжир           | Активний        |
| 022 Akram Pacha          | Адміралтейські верфі | 01337        |            |                  |                 | ВМС Алжиру                   | Алжир           | Активний        |
| Проєкт 636.1             |                      |              |            |                  |                 |                              |                 |                 |
| HQ-182 Hà Nội («Ханой»)  | Адміралтейські верфі | 01339        | 2009       | 28.8 .2012       |                 | ВМС В'єтнаму                 | В'єтнам         | Спущено на воду |
| Проєкт 636.3             |                      |              |            |                  |                 |                              |                 |                 |
| Б-261 «Новоросійськ»     | Адміралтейські верфі | 01670        | 20.08.2010 | 28.11.2013       | 17.09.2014      | Чорноморський флот ВМФ Росії | Росія           | Активний        |
| Б-237 «Ростов-на-Дону»   | Адміралтейські верфі | 01671        | 21.11.2011 | 26.06.2014       | 30.12.2014      | Чорноморський флот ВМФ Росії | Росія           | Знищений        |
| Б-262 «Старий Оскол»     | Адміралтейські верфі | 01672        | 17.08.2012 | 28.08.2014       | 03.07.2015      | Чорноморський флот ВМФ Росії | Росія           | Активний        |
| Б-265 «Краснодар»        | Адміралтейські верфі | 01673        | 20.02.2014 | 25.04.2015       | 05.11.2015      | Чорноморський флот ВМФ Росії | Росія           | Активний        |
| Б-268 «Великий Новгород» | Адміралтейські верфі | 01674        | 30.10.2014 | 18.03.2016       | 26.10.2016      | Чорноморський флот ВМФ Росії | Росія           | Активний        |
| Б-271 «Колпіно»          | Адміралтейські верфі | 01675        | 30.10.2014 | 31.05.2016       | 24.11.2016      | Чорноморський флот ВМФ Росії | Росія           | Активний        |